# Leon Weissberg
Leon Weissberg (ur. 18 stycznia 1895 w Przeworsku, zm. 11 marca 1943 w Lublinie lub w Sobiborze) – polski malarz aktywny we Francji w pierwszej szkole paryskiej.

## Życiorys
Ojciec Leona Weissberga, Süssman Weissberg, był osobistością miasta Przeworska w Galicji, jako żydowski prawnik darzony szacunkiem i zastępca burmistrza. Był moralistą bardzo religijnym, sprzeciwiał się malarskiemu powołaniu jedynego syna i chciał, żeby został prawnikiem.
Leon Weissberg rozpoczął studia w wieku 8 lat jako pensjonariusz w liceum klasycznym w Wiedniu, gdzie zauważono jego talent do rysunku, muzyki i literatury; uczęszczał na lekcje gry na skrzypcach w Konserwatorium Wiedeńskim. Bardzo wcześnie okazywał zapał do malowania. W Przeworsku okres wakacji spędzał w rytmie zajęć ojca (w urzędzie miejskim, w gabinecie radcy prawnego i w jego drobnych przedsiębiorstwach – fabryce wody gazowanej i drukarni), wycieczkach do okolicznej fermy należącej do rodziny i wieczorach spędzonych z babcią Liebe Weissberg, kobietą wykształconą, która wspierała jego talent i darowała mu książki.

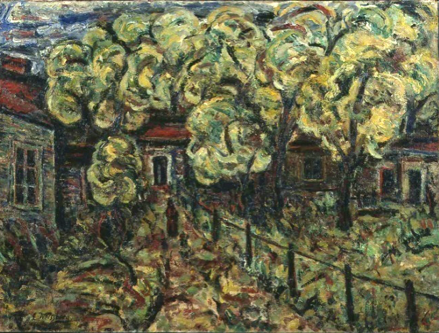
Ferma w głębi ogrodu,1926, olej na płótnie, 54x73 cm, Muzeum Sztuki i Historii Judaizmu

W wieku 17 lat, mimo ojcowskiego sprzeciwu, Leon Weissberg zdecydował, aby zostać malarzem. W dniu matury opuścił liceum i zdawał na Akademię Sztuk Pięknych w Wiedniu. Został przyjęty i w oczekiwaniu na początek roku uczęszczał na lekcje Kokoschki w Szkole Sztuk Stosowanych. Jego ojciec przestał wówczas łożyć na jego utrzymanie, ale bezskutecznie.
W 1911 roku rozpoczął studia na Akademii Sztuk Pięknych, gdzie spędził trzy lata. Nie mając środków do życia w Wiedniu, doznał nędzy i samotności. Mimo tego nigdy nie zmienił decyzji ani nie zwątpił w swe powołanie, grając w kabarecie wiedeńskie melodie na skrzypcach, dając lekcje niemieckiego, wykonując drobne papierkowe roboty, a nawet nosząc nocą worki z kamieniami na placu odbudowy Opery Wiedeńskiej zniszczonej przez pożar.
Podczas pierwszej wojny światowej Weissberg służył w wojsku austriackim jako posłaniec generała. W listopadzie 1918, gdy nastał pokój, ojciec gorąco przyjął syna, wybaczając mu jego nieposłuszeństwo, jednak wciąż mając w planach wysłanie go na studia prawnicze do Berlina. Chciał także go ożenić z córką jednego ze swoich przyjaciół. Leon Weissberg najpierw to zaakceptował, ale gdy tylko dotarł do Berlina, mając dwa czeki od obu ojców na małżeńskie mieszkanie, zdał sobie sprawę ze swojego błędu, odesłał czek domniemanemu teściowi, zaś dzięki temu od ojca kupił płótna i farby. Tym razem ojciec mu nie wybaczył.
Na wielkim rozdrożu artystycznym i intelektualnym, jakim był wtedy Berlin, Weissberg spotkał młodych artystów, odkrywając ekspresjonistów niemieckich, Blaue Reiter, suprematystów i postkubistów, a także zawiązał wiele przyjaźni. Poznał pisarzy, filmowców (Lubitsch), aktorów (Marlene Dietrich), żeby zarobić trochę pieniędzy pracował jako figurant. Napisał też sztukę teatralną, „Pokój i wojna”, która cieszyła się pewnym sukcesem i chciał nawet nakręcić film. Sztuka została przetłumaczona na francuski w Paryżu w 1936 roku, ale rękopisy zginęły podczas drugiej wojny światowej.

Przez dwa lata doskonalił swoją edukację artystyczną na Akademii Sztuk Pięknych w Monachium. Malował i sprzedał kilka obrazów: portrety na zamówienie, kwiaty, martwe natury. Tylko cztery z nich są nam znane. Zwiedził Pinakotekę z jej kolekcją malarzy francuskich, galerię Drezdeńską z niemieckim malarstwem. W 1922 roku, po zakończeniu studiów, wybrał się w rytualną podróż inicjacyjną: udał się piechotą do Włoch przez Tyrol aby odkrywać arcydzieła sztuki. W Wenecji został zaproszony na jacht, zwiedził Florencję i Rzym i wrócił przez Holandię, gdzie zakochał się w dziełach Rembrandta.

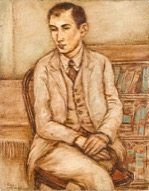
Portrait of a Man sitting(Franz Kafka), około 1923, olej na płótnie, 92x73 cm, kolekcja Ghez, Hecht Museum, Uniwersytet w Hajfie

Jesienią 1923 Weissberg przyjechał do Paryża, gdzie spotkał się z Zygmuntem Menkesem, z którym przyjaźnił się do końca życia. Od razu się zakochał w Paryżu, z jego szalonych lat powojennych, w jego gościnnych mieszkańcach i przede wszystkim w Montparnassie. Weissberg jednak był przede wszystkim skupiony na swoim malarstwie.

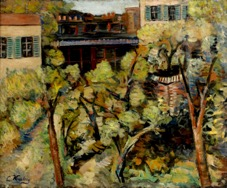
Ogród La Ruche, 1924, olej na płótnie, 54x65 cm, kolekcja prywatna

W swoim pokoju służącym jako pracownia malował w samotności martwe natury, ulice Paryża, piękną Marię i portrety swoich przyjaciół. W wolnych chwilach grał na skrzypcach, lub zwiedzał muzea takie jak muzeum Luksemburskie, gdzie były wystawiane wówczas obrazy Van Gogha, Renoira i Impresjonistów. Spędzał czas przy fontannie Medicis, gdzie później spacerował z córką Lydie. Był szczupłym i smukłym blondynem o wysokim czole i delikatnych rysach twarzy. Szybko stał się osobistością Montparnasse’u wraz z takimi malarzami jak Dobrinsky, Epstein, Foujita, Kikoin, Kisling, Kramsztyk, Mane-Katz, Mendrzycki, Menkes o którym była mowa, Pascin, Soutine, Sterling, rzeźbiarzami Indenbaum, Kogan i Chana Orlow, pisarzem Ojzerem Warszawskim i nowymi celebrytami jak Picasso, Matisse, Chagall i Eugeniusz Żak.
W 1925 Weissberg wystawił swoje martwe natury na Salon d’Automne, a potem w grudniu ważny zbiór dzieł w galerii Śliwinskiego Le Sacre du Printemps na Montparnassie w łonie Grupy Czterech, którą tworzył wraz z Menkesem, Aberdamem i Weingartem. Tego samego roku spotkał Marie Ber, z którą zawarł ślub w 1927 w Paryżu i z którą miał córkę Lydię, urodzoną w Przeworsku.

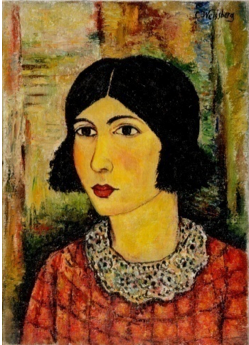
Portret młodej kobiety (Marie), 1925, olej na płótnie, 46x33 cm, Muzeum Sztuki i Historii Judaizmu

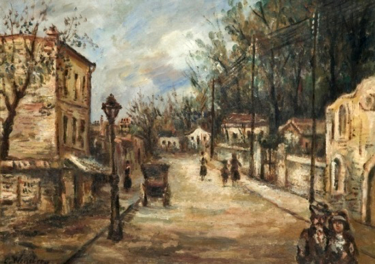
Ulica w Cachan z lampą uliczną, 1928, olej na płótnie, 54x73 cm, prywatna kolekcja

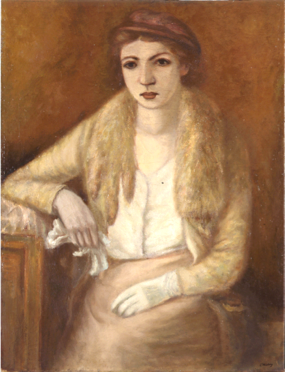
Kobieta z lisem, 1927, olej na płótnie, 92x65 cm, Muzeum lat 30, Boulogne-Billancourt

Na Montparnassie profesor Kiwelowicz, założyciel i dyrektor wydawnictwa sztuki Triangle nabył od Weissberga kilka obrazów i rysunków. Amerykański kolekcjoner kupił od niego całoroczną produkcję. Brat Marii, Charles Ber, który był lekarzem zamówił u niego w 1925 portrety swojej matki i dzieci zaś pod koniec 1928, podpisał z nim jednoroczny kontrakt i kupił bogatą kolekcję od malarza.
Weissberg wystawił „Żydowską młodą pannę” (1926), która odniosła duży sukces na Salon d’Automne, a potem w 1929 roku w galerii Bonaparte Chila Aronsona, a także kilka obrazów w galeriach lewego brzegu Paryża. Tego samego roku namalował portret Leopolda Zborowskiego, polskiego poety, który stał się przyjacielem Modiglianiego i wielkim marszandem sztuki szkoły paryskiej, który kupił dziesięć obrazów Weissberga.

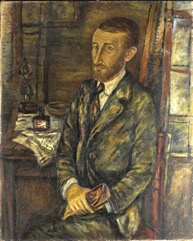
Portret Leopolda Zborowskiego, 1926, olej na płótnie, 100x81 cm, MahJ, Muzeum Sztuki i Historii Judaizmu

Leon Weissberg był wspierany przez Leopolda Zborowskiego i galerię Żak stworzoną w 1928 przez Jadwigę Żak, żonę malarza Eugeniusza Żaka zmarłego w 1926. Reprezentantem galerii był Wladimir Raykis, który został jej dyrektorem po śmierci deportowanej Jadwigi Żak.

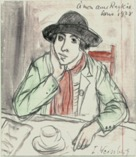
Marie w warsztacie, 1928, akwarela zadedykowana Raykisowi, 12,6x13 cm, prywatna kolekcja

Weissberg cieszył się coraz większą popularnością aż do początku lat 30., gdy zapanował kryzys i bezrobocie. Żeby utrzymać rodzinę, Weissberg musiał wyładowywać ciężarówki. Wtedy właśnie żona Weissberga zakochała się w pisarzu Ojzerze Warszawskim. Małżonkowie się rozstali, a Marie poślubiła Warszawskiego w Rodez w 1942.

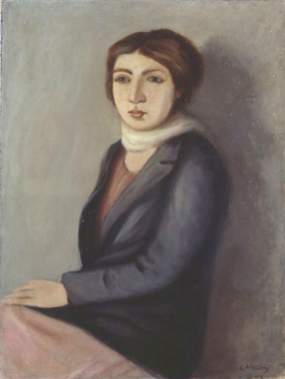
Kobieta w żakiecie(Marie) około 1930, olej na płótnie, MahJ, Muzeum Sztuki i Historii Judaizmu

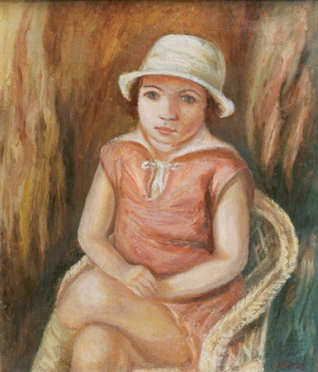
Annette w białym kapeluszu, 1929, olej na płótnie, 65x54 cm, Muzeum Polskiego Stowarzyszenia Historycznego i Literackiego, Polska Biblioteka w Paryżu

W 1933 Weissberg wyjechał do miasteczka Saint-Paul-de-Vence, miejsca uczęszczanego przez znane postacie i wielu artystów, gdzie dzięki Maurycemu Mędrzyckiemu został zaproszony przez Paula Roux, karczmarza la Colombe d’Or, któremu płacił obrazami.

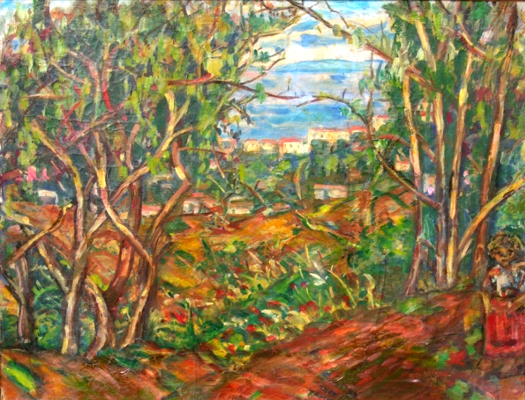
Pejzaż z Midi (Hauts de Cagne), około 1933, olej na płótnie, 73x92 cm, prywatna kolekcja

W La Colombe d’Or zaprzyjaźnił się z Michelem Fontaine, późniejszym dyplomatą, któremu podarował takie obrazy jak „Niebieska Oliwka” i „Koronowana Głowa”, ten ostatni kupił od niego także „Widok z Saint-Paul-de-Vence”.

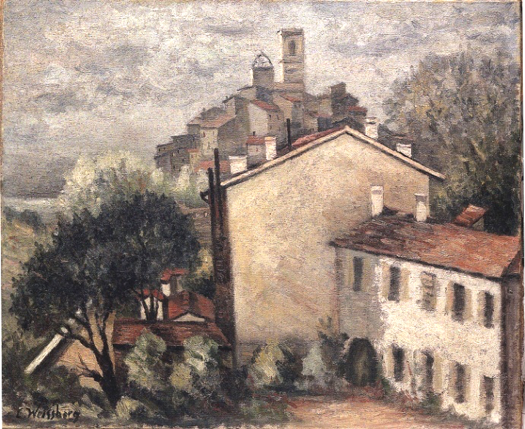
Widok na Saint-Paul-de-Vence, 1934, olej na płótnie, 54x65 cm, Muzeum Villa la Fleur, Polska

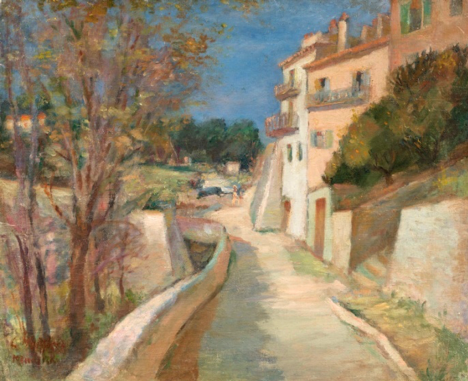
Saint-Paul-de-Vence, 1934, olej na płótnie, 52x64 cm, podpisany przez L. Weissberga na dole z lewej i dodane pod spodem „Mędrzycki”

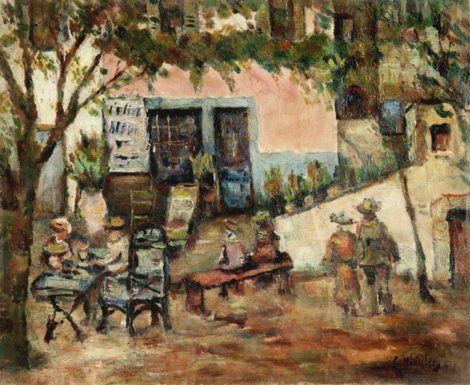
Niebieska oliwka w Saint-Paul-de-Vence, 1933, olej na płótnie, 38x46 cm, zadedykowany Michelowi Fontaine’owi

W 1935 roku, po powrocie do Paryża, Weissberg zamieszkał z córką Lydie w byłej pracowni Henriego Rousseau w XIV dzielnicy, którą mu pozostawił Menkes, a która po wojnie została zajęta przez malarza Wiktora Braunera. Była to mroczna epoka, naznaczona antysemickimi prześladowaniami w nazistowskich Niemczech. Chil Aronson opowiedział w swojej książce Bilder und Geshtaltn fun Montparnasse (Obrazy i postacie Montparnasse’u, 1963) jak Leon Weissberg podjął inicjatywę stworzenia pierwszego Stowarzyszenia Żydowskich Artystów w Paryżu na marginesie Międzynarodowej Wystawy w 1937 i Międzynarodowego Kongresu Kultury Żydowskiej z poparciem amerykańskich delegatów.
Gdy 1 września 1939 wybuchła II wojna światowa, Weissberg zgłosił się jako ochotnik do polskiego wojska, ale nie został przyjęty z powodu limitu wiekowego. W czerwcu 1940 miał miejsce exodus, niemieckie wojska były tuż koło Paryża. Weissberg opuścił swoją pracownię i pojechał pociągiem na południe Francji. Zajęło mu 10 dni, żeby przemierzyć 700 km do Rodezu, gdzie została ewakuowana jego córka, po tym jak niemieckie lotnictwo wojskowe zaatakowało jego pociąg. W lipcu 1940 prefektura Aveyron w Rodez zmusiła artystę do zamieszkania w wiosce Saint-Martin. Podczas trudnej zimy 1940–1941 nabawił się zapalenia opłucnej i musiał przebywać kilka miesięcy w szpitalu. Cudem wyzdrowiał i otrzymał przepustkę na osiem dni do Marsylii, gdzie odwiedził swojego przyjaciela Wladimira Raykisa z galerii Żak, przebywającego tam jako uciekinier. Obrazy Weissberga zostały sprzedane w Benjamin Gallery w Chicago, ponieważ ich wystawianie i sprzedaż były zabronione we Francji przez reżim Vichy.
Latem 1941 roku, na wciąż dziewiczych terenach Entraygues, gdzie podczas wojny nie było wojska niemieckiego, Weissberg zamieszkał w hotelu Andrieu nad rzeką Truyère, gdzie mógł malować bezpiecznie. Jednak, 18 lutego 1943 w wieku 48 lat został aresztowany na rozkaz prefektury w Rodez. Weissberg uzyskał pozwolenie, żeby pożegnać córkę przed wyjazdem na dworcu w Rodez.
6 marca 1943 roku z obozu przejściowego w Drancy wyruszył transport, w którym znajdowało się 999 Żydów. Oficjalnym miejscem przeznaczenia był Chełm, w rzeczywistości pociąg skierowano najpierw do Lublina, gdzie wyselekcjonowano i pozostawiono niewielką liczbę mężczyzn zdolnych do pracy, a następnie do obozu zagłady w Sobiborze. W transporcie tym znajdował się Leon Weissberg. Według instytutu Jad Waszem malarz został zamordowany w obozie koncentracyjnym KL Lublin na Majdanku. Serge i Beate Klarsfeld jako miejsce śmierci Weissberga wskazują natomiast Sobibór.
Nazwisko Leona Weissberga znajduje się w Muzeum Pamięci Shoah w Paryżu, można je także znaleźć w Entraygues-sur-Truyère na pomniku ku czci zmarłych i na pamiątkowej tablicy na fasadzie hotelu Podróżników Andrieu, gdzie mieszkał blisko dwa lata przed aresztowaniem. Leon Weissberg zostawił na ścianach swojego pokoju hotelowego kilka małych obrazków namalowanych na tekturze i naklejonych na sklejce, a także na sztaludze jeszcze nie wyschłe dzieło „Posiłek Klauna”, jego ostatni niedokończony obraz.

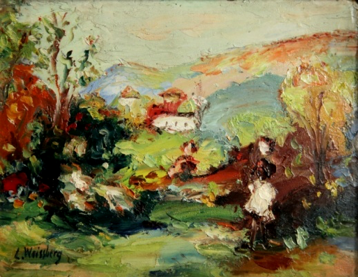
Entraygues, Pejzaż z żółtym drzewem, 1942, olej na płótnie, 17,3x22,2 cm, Muzeum Sztuki i Historii Judaizmu

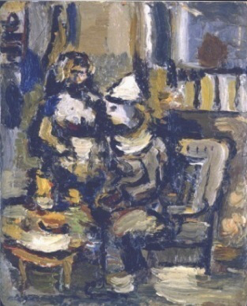
Posiłek klauna, luty 1943, olej na płótnie, 22x17,2 cm, prywatna kolekcja

Wszystkie te dzieła zostały odesłane przez właściciela hotelu córce Weissberga w marcu 1943. Niektóre z nich są dzisiaj częścią darowizny córki malarza dla Muzeum Mahj, w tym „Weissberg, Entraygues 1942”.

## Malarstwo
Gdy pytano Weissberga, co charakteryzuje jego malarstwo, odpowiadał: „Wolność. Potrzebowałem dziesięciu lat, żeby zapomnieć to, czego się uczyłem przez siedem lat”. Mając poważne akademickie wykształcenie, którego chciał się pozbyć, za swojego mistrza uznał Rembrandta. Oddawał hołd Corotowi, Renoirowi i widział w Cézannie i Van Goghu przykładowych założycieli nowoczesnego malarstwa. Skłaniał się ku osobistemu, uniwersalnemu, humanistycznemu i cielesnemu ekspresjonizmowi, nacechowanemu duchowością.
Skupiał się na malowaniu tego, co widział i tego, o czym marzył. Proste tematy, nagie życie, które przekładał na płótno w swojej głębokiej prawdzie. Z jego talentu plastycznego wyłaniała się jedność moralna, jego malarstwo było jak żywe, wzruszało poprzez wywyższenie myśli i poprzez magiczną stronę każdej rzeczy. Charakteryzowały je również nieruchome kształty, dusza ludzka, jej samotność, tajemnice spokojnych ulic i wszechobecnej przyrody w prostocie kompozycji, wyrafinowane podejście do światła i do światłocienia, finezja kolorów i wprowadzenie bieli i czerni. Na zagruntowanych płótnach malował szpachlą i mocnymi pociągnięciami pędzla lub lekkim laserunkiem.

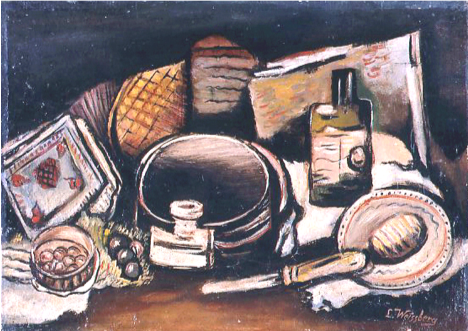
Martwa natura z kałamarzem, 1924, olej na płótnie, 33x46 cm, prywatna kolekcja

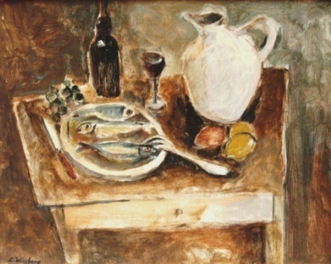
Martwa natura z rybami i z dzbanem, około 1927, olej na kartonie, 33x41 cm, prywatna kolekcja

W 1925 wystawił swoje martwe natury na Salon d’Automne, des Tuileries et des Indépendants, a także w galeriach lewobrzeżnego Paryża. W grudniu 1925 i styczniu 1926 Weissberg zaprezentował zbiór obrazów w galerii Au Sacre du Printemps z trzema innymi malarzami z Galicji: Alfredem Aberdamem, Zygmuntem Menkesem i Joachimem Weingartem, z którymi tworzył Grupę Czterech.

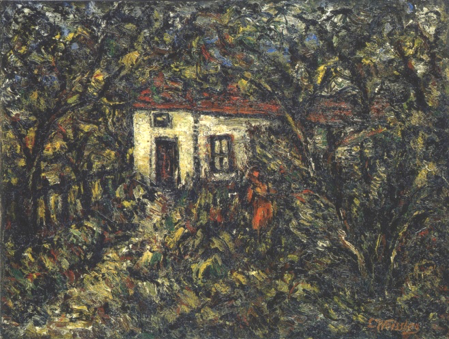
Dom w drzewach, 1926, olej na płótnie, 46x61 cm, prywatna kolekcja

Galerzysta Jan Śliwiński urodzony w Wiedniu pod nazwiskiem Hans Effenberger, po przybyciu do Paryża wystawiał surrealistów Maxa Ernsta, André Massona, Joana Miro i fotografie André Kertesza i Berenice Abbott. Jego wystawa Grupy Czterech przyczyniła się bardzo do sławy tych młodych artystów.
W twórczości Weissberga można wyróżnić ciąg odrębnych cyklów:
- Pierwszy post kubistyczny, w którym malował wyraźnie zarysowanymi plamami. Wśród tematów były głównie martwe natury pełne wyrazu i namalowane z rygorem, a także pejzaże ekspresjonistyczne;
- Równolegle od 1923 pojawiały się postacie: ekspresjonistyczne portrety pisarzy takie jak „Portrait of a sitting Man” (Franz Kafka) w kolekcji Oscara Gheza i malarzy szkoły paryskiej, jak portret młodego malarza Arona Habera Berona, w którym gruba kreska, chromatyzm kolorowych płaszczyzn i melancholia wyrażają samotność artysty;
- Można tu przypomnieć również portrety malarzy Kramsztyka i Haydena;

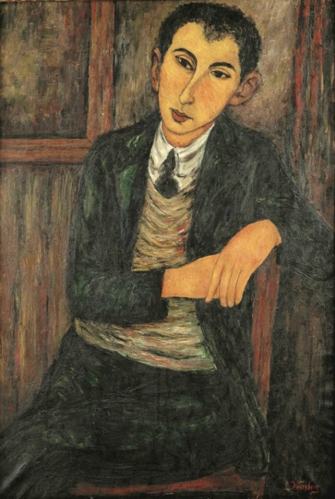
Młody malarz Aaron Haber Beron, 1924, olej na płótnie, 92x65 cm

- Portret młodej kobiety (Marie) zainaugurował serię portretów kobiecych[61] na dużych płótnach do końca lat 20., najczęściej reprezentujących Marię, przez długi czas jedyną postać, której malowanie mu się nie nudziło. Namalował także studia kobiet nieruchomych i wyciszonych z zamyślonym spojrzeniem, jakby śniących: np. „Kobietę z lisim Futrem”, „Kobietę podpartą” czy „Kobietę w żakiecie”.

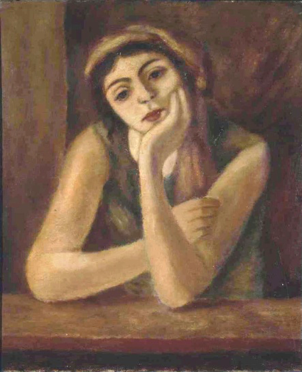
Kobieta podparta (Marie), 1928, olej na płótnie, 65x54 cm, prywatna kolekcja

Malarskim odniesieniem tych wszystkich obrazów może być Mona Lisa Leonarda da Vinciego, której pozorna prostota, piękno ponadczasowe, a przede wszystkim tajemniczość wywarły na nim wrażenie. Po kobiecych portretach nastąpiły obrazy nagich, zmysłowych kobiet w naturze.

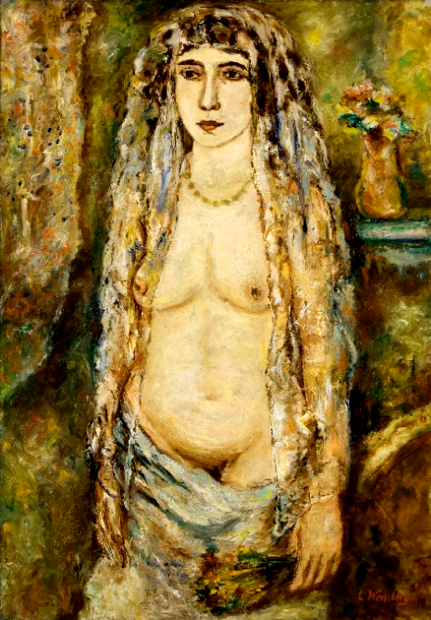
Młoda panna żydowska, 1926, olej na płótnie, 92x64,5 cm, Muzeum w Tel Awiwie

W 1926 roku jego obraz „Młoda panna żydowska” cieszył się wielkim sukcesem. Tytuł zawdzięczamy Szalomowi Aszowi, który gdy go zobaczył na Salon d’Automne, wykrzyknął, mówiąc o żydowskiej narzeczonej Rembrandta: „To młoda panna żydowska!”. Cielesny, dumny, pełen blasku i prowokujący w szlachetny sposób „został namalowany płynną materią w gamach stalowej bieli i brązów w subtelnej grze światła” – napisał krytyk Chil Aronson. Obraz ten jest uważany za arcydzieło malarza, został na nowo wystawiony w 1955 w galerii Żak w Paryżu na wystawie „Żydowscy malarze zmarli na deportacji” zorganizowanej przez Muzeum Historii i Sztuki Judaizmu.
Chil Aronson, który ją wystawił w 1929 roku w galerii Bonaparte, widział w tym obrazie nostalgię sztetla „uchwyconą i oddaną jakby w zaczarowany sposób”. Dla krytyka Waldemara George’a „Młoda panna żydowska” była świetnym przykładem talentu malarskiego i kreatywności wniesionych przez żydowskich malarzy Wschodniej Europy, którzy w ten sposób przyczynili się do uformowania stylu szkoły paryskiej”.
W Saint-Paul-de-Vence, gdzie przebywał od 1933 do 1935, Weissberg namalował serię obrazów bardzo francuskich: historyczne miasteczko, jego ulice, jego lasy, wybrzeża mórz pełnych kąpiących się i statki, a także martwe natury, które wyrażały nowy spokój ducha.

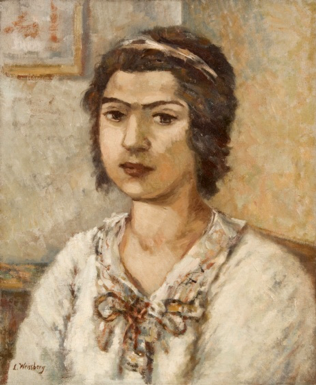
Młoda panna w bieli, 1936, olej na płótnie, 45x38 cm, Muzeum w Tel Awiwie

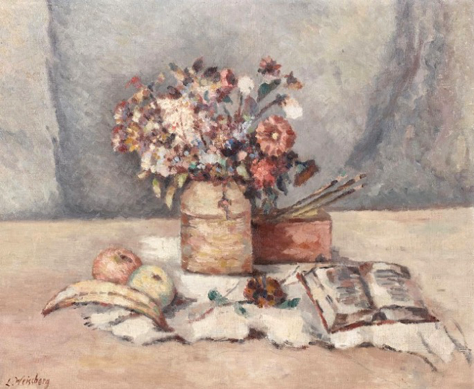
Martwa natura z glinianym dzbanem, kwiaty, owoce, otwarta książka i pędzle, 1934, olej na płótnie, 50x60,5 cm, prywatna kolekcja

W przeciwieństwie do tego okresu, lata 40. pod okupacją w Entraygues to epoka, w której zaczął malować pejzaże bardziej o zdecydowanych barwach oraz cyrk, a było to malarstwo ucieczki i snu, wzruszający świat klaunów, tancerek i akrobatów.

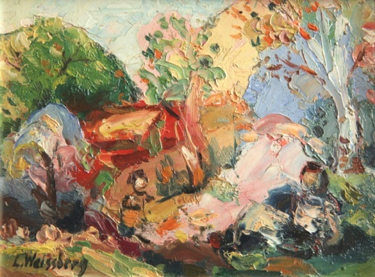
Entraygues, Różowe drzewa, 1942, olej na płótnie, 17,8x 22,8 cm, prywatna kolekcja

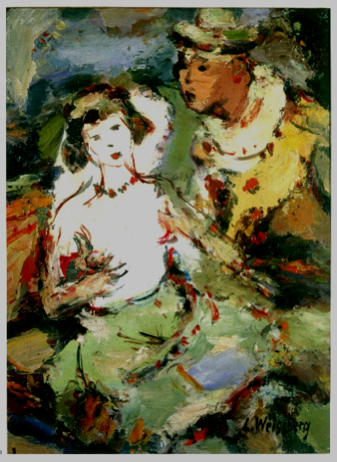
Klaun uwodziciel i dziewczyna w białej koszuli, 1942, olej na kartonie, 22,5x17,8 cm, prywatna kolekcja

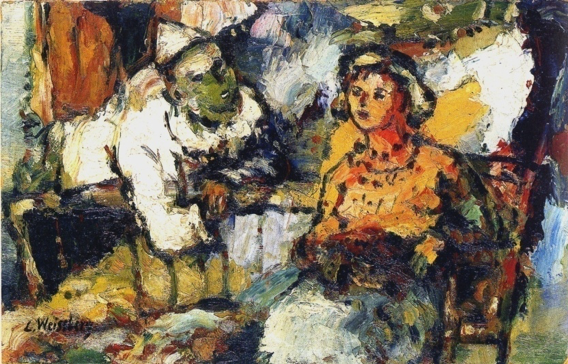
Klaun i młoda dziewczyna na balkonie, 1942, olej na kartonie, 22,2x33,8 cm, Muzeum Sztuki i Historii Judaizmu

„Pojawił się nowy temat związany z klaunami i wędrownymi muzykami, akrobatami, aktorami komedii w czasach niepokoju i niepewności”. Czcił życie, potrzebę ucieczki, sztukę, kolor, którego moc poetycką znał jako świetny kolorzysta. Był to sen, w którym pojawiały się piękni klaunowie, marzycielskie amazonki, wolny cyrk, który mówił o innym życiu, o godności i o miłości. Philippe Soupault napisał: „Aktorzy czułej i smutnej komedii, która była stróżem jego marzeń”.

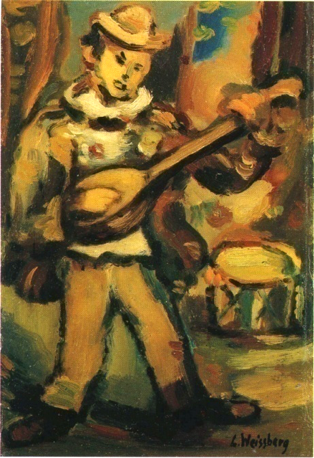
Klaun muzyk, 1942, olej na kartonie, 34x23 cm, prywatna kolekcja

W małym hotelowym pokoju przerobionym na pracownię Weissberg stworzył pokaźny zbiór obrazów o wielkiej swobodzie, o ekspresjonizmie wibrującym kolorami i żywotnością. Oprócz białych płócien otrzymanych od Raykisa, Weissberg malował na improwizowanych podkładach i na wszelkich dostępnych materiałach: na sklejce, na okładkach szkolnych zeszytów, na kalendarzach Poczty, a czasami nawet na płycie z cementu włóknistego. Weissberg zawieszał swoje dzieła na ścianach.
W reakcji na smutne czasy jego dzieła charakteryzowały się wyrazistością rysunku i żywotnością kolorów nakładanych szerokimi plamami podkreślonymi bielą, szarością i czernią, a również radosnymi tematami: śmiejącymi się pejzażami, kąpiącymi się młodymi dziewczętami i cyrkiem.
„Ze swoimi klaunami, muzykami rozmawiającymi z amazonkami Weissberg łączył mistycyzm i swe poczucie niematerialności z obserwacją natury, która się rozwija dogłębnie. Światu ciemności przeciwstawiał świat światłości. „Klaun także wyrażał jego beznadziejność. Latem 1942 Weissberg namalował „Starego Klauna” – autoportret jako klauna, przedstawiając siebie w bluzie i kołnierzu Pierrota. Artysta skierował spojrzenie w naszą stronę, w którym Jean-Marie Dunoyer odczytał „wyraz przyszłego cierpienia”.
Sześć miesięcy później wraz z „Posiłkiem Klauna” Leon Weissberg namalował swój ostatni, nieukończony obraz. „Stary Klaun” to jedyny autoportret Weissberga, „klaun to objawiciel, który niesie ludzki żywot do gorzkiej świadomości samego siebie” napisał Jean Starobinski w swoim eseju „Portret Artysty jako Cyrkowca”.

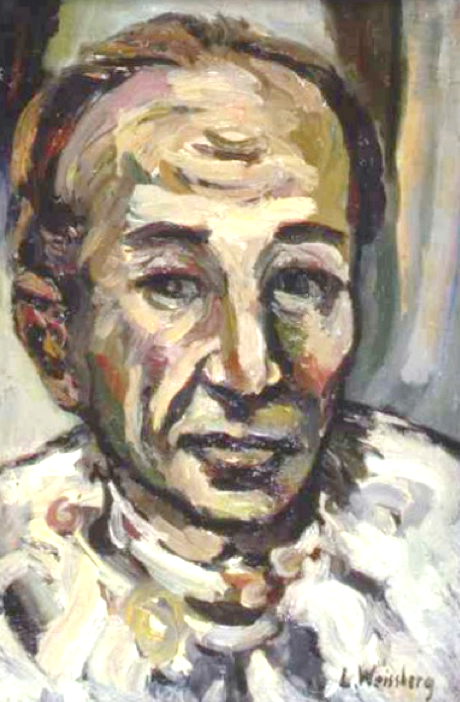
Stary klaun, autoportret jako klauna, 1942, olej na sklejce, 40,7x27 cm, Muzeum Sztuki i Historii Judaizmu

## Kolekcje publiczne

### We Francji
- Boulogne-Billancourt, Muzeum lat Trzydziestych:
  - Kobieta z lisem(Marie), 1927–1928, olej na płótnie
- Charleville-Mézières, Muzeum Arthura Rimbaud:
  - Portret Arthura Rimbaud, 1942, olej na kartonie,
- Paryż, Muzeum Sztuki i Historii Judaizmu:
  - Martwa natura z pomnikiem, 1925, olej na płótnie
  - Ferma w głębi ogrodu, 1926, olej na płótnie
  - Portret Leopolda Zborowskiego, 1926, olej na płótnie
  - Portret malarza Romana Kramsztyka, 1926, olej na płótnie
  - Chłopiec z mandoliną, 1928, olej na płótnie
  - Matka niosąca dziecko w pieluszce, 1928, rysunek węglem na papierze
  - Dziewczyna z kwiatami, 1929, olej na płótnie
  - Kobieta w żakiecie (Marie), 1930, olej na płótnie
  - Klaun i młoda dziewczyna na balkonie, 1942, olej na płótnie
  - Stary klaun – autoportret jako klaun, 1942, olej na sklejce
- „Entraygues, 1942”, kolekcja 10 obrazów:
  - Entraygues, Ścieżka, olej na kartonie
  - Klaun, amazonka i pies, olej na kartonie
  - Klaun z ptakiem, 1942, olej na płótnie
  - Entraygues, pejzaż z żółtym drzewem, 1942, olej na kartonie
  - Entraygues, na polach, 1942, olej na kartonie naklejony na cemencie włóknistym
  - Młode dziewczyny nad brzegiem jeziora, 1942, olej na kartonie
  - Młode dziewczyny pod Drzewami, 1942, olej na kartonie
  - Kapiące się kobiety w Entraygues, 1942, olej na kartonie
  - Bukiet polnych kwiatów, 1942, olej na kartonie naklejony na cemencie włóknistym
  - Amazonka i klaun z profilu, 1943, olej na kartonie
- Paryż, Polskie Stowarzyszenie Historyczne i Literackie, Muzeum Biblioteki Polskiej:
  - Annette w białym kapeluszu, 1929, olej na płótnie
- Rodez, Muzeum Sztuk Pięknych Denys-Puech:
  - Główka Charlotte uczesana na chłopczycę, 1937, bronz, egzemplarz z czarną patyną EA 2/2

### W Polsce
- Konstancin-Jeziorna, Villa la Fleur:
  - Otwarte okno na podwórze i martwa natura, około 1924, olej na płótnie
  - Wieś, około 1928, olej na płótnie
  - Kobieta wieczorem w ogrodzie, około 1928, olej na płótnie
  - Widok z Saint-Paul-de-Vence, 1934, olej na płótnie

(Villa La Fleur posiada także w swojej kolekcji portret Leona Weissberga namalowany przez Kramsztyka).

### W Izraelu
- Beit Lohamei Haghetaot, Muzeum Kombatantów Getta:
  - Rzeźba bez tytułu, biust mężczyzny z krótką brodą, sygnowana
- Haifa, muzeum Hecht, Uniwersytet w Hajfie:
  - Portrait of a sitting man (Franz Kafka), około 1923, olej na płótnie
  - Sekwana przy moście w Suresnes, około 1936, olej na płótnie
- Jerozolima, Muzeum Izraelskie:
  - W cyrku/ At the Circus, 1942, olej na płótnie
  - Dziewczynka z grzywką, 1942, olej na płótnie
- Jerozolima, Muzeum Sztuki Yad Vashem:
  - A Jewish Boy in Paris, Portret młodego Leona Bera, 1925, olej na płótnie
  - Dziewczynka z przedziałkiem, 1942, olej na płótnie
  - Entraygues, Dom na słońcu, 1942, olej naklejony na kartonie na cemencie włóknistym
- Muzeum Sztuki Mishkan Le’Omanut:
  - Martwa natura z bananami, około 1927, olej na płótnie
  - Martwa natura, kwiaty i jabłko z otwartą książką, około 1927, olej na płótnie
  - Bukiet kwiatów na stole, około 1927, olej na płótnie
  - Dwie młode dziewczyny, 1942, olej na płótnie
  - Rozmowa, dwie siedzące kobiety, 1942, olej na kartonie
  - Szkic do portretu kobiety, 1942, olej na płótnie
- Muzeum w Tel Awiwie:
  - Żydowska młoda panna, 1926, olej na płótnie
  - Młoda kobieta w bieli/ Young Girl in White, około 1936, olej na płótnie

## Wystawy Publiczne

### Kolektywne
- Salon d’Automne, Paryż 1925, 1926, 1927, 1928, 1929, 1937, 1946
- Salon des Tuileries, Paryż 1927–1929
- Galeria Żak, „Malarze Montparnasse’u”, Paryż, 1928
- Galeria Bonaparte, „Polscy Malarze w Paryżu”, Paryż, 1929
- Galeria Bernheim, Paryż, 1934
- Wystawa Międzynarodowa, Paryż, 1937
- Galeria Żak „Dzieła żydowskich Artystów zmarłych na Deportacji” pod egidą Muzeum Sztuki Żydowskiej, 1955
- Upamiętniająca Prezentacja Żydowskich Artystów, którzy zmarli w Holokauście, Muzeum Sztuki w Tel Awiwie, 1968
- Memoriał ku Czci żydowskich Artystów, którzy padli Ofiarą Nazizmu, Uniwersytet w Hajfie, Izrael, 1978
- Forum des Arts, Palais de la Bourse, „Montparnasse, Warsztatem Świata, jego Artyści przybyli skądinąd”, Marsylia, 1992–1993
- Miasto Paryż, Zakon des Cordeliers, „Kikoine i jego Przyjaciele ze Szkoły Paryskiej”, Paryż, 1993
- Zamek w Trévarez, „Szkoła Paryska w Zamku w Trévarez”, Saint-Goazec, Francja, 1993
- Uniwersytet w Hajfie, „Osiemnastu żydowskich Malarzy, którzy zmarli w Holokauście”, 1996
- Muzeum żydowsko-węgierskie w Budapeszcie, „Modigliani, Soutine i ich przyjaciele z Montparnasse’u”, Węgry 2003, Muzeum Montparnasse’u, „Paryż-Marsylia”, Paryż, 2003
- Zamek Borély, „Od Cannebière do Montparnasse’u”, Marsylia, 2003
- Sala San Hermenigildo, Sewilla, les Exposiciones Museisticas Cajasur, Kordoba, „Z Paryża do Costy Azul, Triumf Koloru”, Centro culturel Vigo, Hiszpania 2004,
- Muzeum Diocesa w Barcelonie, „Z Paryża do Morza Śródziemnomorskiego, Triumf Koloru”, 2004
- Muzeum Montparnasse’u, „Artyści Europy, deportowany Montparnasse”, Paryż, 2005
- Muzeum Sztuki Yad Vashem, „Deportowany Montparnasse, Koniec Szkoły Paryskiej”, Jerozolima, 2006
- Muzeum Ruchu Oporu, „Deportowany Montparnasse, Artisti Europi da Parigi al Lager”, Turyn, Włochy, 2007
- Muzeum Montparnasse’u, „Philippe Soupault, Surrealizm i kilku innych Przyjaciół”, Paryż, 2007
- Muzeum Tavet-Delacour, „Humanizm i Ekspresjonizm, Reprezentacja ludzkiej Postaci i żydowskiego Doświadczenia”, Pontoise, Francja, 2008
- Muzeum Sztuki i Historii Judaizmu, Kolekcje, Malarze Szkoły Paryskiej”, 2013
- Muzeum Hecht i Uniwersytet w Hajfie, „Przyloty, Odloty”, darowizna Ghez, 18 zamordowanych żydowskich Artystów, 2018
- Muzeum Sztuki i Historii Judaizmu, „Podziękowania dla Darczyńców”, L. Lachenal/Weissberg, 2018
- Muzeum Sztuki i Historii Judaizmu, Szkoła Paryska, „Paryż jako Szkoła, 1905–1940”, 2 kwietnia – 23 sierpnia 2020, wernisaż planowany 1 kwietnia.

### Indywidualne
- Galeria Au Sacre du Printemps, Grupa Czterech: Aberdam, Menkes, Weingart, Weissberg, Paryż, 1925–1926
- Galeria Żak, „Leon Weissberg”, Paryż, 1937
- Galeria w Alençon, „Obrazy, XX. Rocznica Śmierci Leona Weissberga w Majdanku”, Paryż, 1963
- Galeria Flak, „Kobiety i Cyrki”, Paryż, 1991
- Carré Voltaire, „Weissberg, ostatnie Kolory”, Paryż, 1993
- Galeria Mann i Centrum Sztuki i Kultury, Espace Rachi, „Retrospektywy Leona Weissberga”, 1998–1999, Muzeum Sztuki i Historii Judaizmu, „Leon Weissberg, Rok 1942”, Paryż, 2001
- Muzeum Sztuk Pięknych Denys-Puech w Rodez, „Leon Weissberg, Retrospektywa”, Rodez, 2002
- Galeria Saphir w Le Marais, „Leon Weissberg, emblematyczny Malarz Montparnasse’u”, Paryż, 2003
- Fundacja Judaizmu Francuskiego, „Weissberg, prywatne Kolekcje”, Paryż, 2004
- Galeria Saphir w Le Marais, „Weissberg, Lata 1920”, Paryż, 2005
- Polskie Stowarzyszenie Historyczne i Literackie, „Wystawa rocznicowa Leon Weissberg, 1943–1995”, Polska Biblioteka w Paryżu, 2015
- Muzeum Sztuki i Historii Judaizmu, „Leon Weissberg, Entraygues 1942”, darowizna, Paryż 2017–2018
- Galeria Les Montparnos, „Weissberg, Malarz Montparnasse’u”, Paryż, 14 listopada 2019 – 31 stycznia 2020
- Muzeum Sztuki i Historii Judaizmu, Hołd oddany Leonowi Weissbergowi i Lydii Lachenal, 2 kwietnia – 23 sierpnia 2020, wernisaż planowany na 1 kwietnia.

## Dzieła zagubione i odnalezione
- Obrazy, rysunki i akwarele Weissberga przechowywane w jego paryskim warsztacie przy ulicy Perrel 2 w XIV dzielnicy Paryża na Montparnassie przepadły podczas Okupacji w czasie Drugiej Wojny. Wśród brakujących obrazów znajdują się między innymi:
- „Akt leżący na żelaznym Łóżku”.
- „Portret Lydii jako Dziecka w Sukni z Kwiatkami i małymi Bufkami”.

Do dzisiejszego dnia te dzieła nie zostały odnalezione.
- Co do grabieży dzieł podczas okupacji, można skonsultować: DATABASE Art Objects at the Jeu de Paume:

Inwentarz cytuje trzy razy artystę Weissberg:
- „Martwa natura, olej na płótnie”,
- „Róg ulicy, białe domy, dwie osoby, które widać w połowie na pierwszym planie”, olej na płótnie
- „Inne: Rysunki”.
- Mimo grabieży i rozproszenia dużej liczby dzieł Weissberga podczas Drugiej Wojny Światowej, które wydawały się zagubione bezpowrotnie, katalog kompletny „Weissberg” opublikowany w 2009 był w stanie zrobić spis, przedstawić i reprodukować 231 obrazów, dzieł na papierze i rzeźb.

Od tej publikacji, 45 niezinwentaryzowanych dzieł do tamtej pory zostało odnalezionych, przede wszystkim na aukcjach we Francji i za granicą, które zostaną opublikowane przez Lydię Lachenal jako dodatek do katalogu kompletnego L. Weissberga.

### Książki i prasa krytyczna
- Marek Bem: Sobibór. Obóz zagłady 1942–1943. Warszawa: Oficyna Wydawnicza RYTM, 2014. ISBN 978-83-7399-611-3.
- Serge i Beate Klarsfeld, Mémorial de la Déportation des Juifs de France, Paryż, 1978 i 2002.
- Robert Kuwałek. Nowe ustalenia dotyczące liczby ofiar niemieckiego obozu zagłady w Sobiborze. „Zeszyty Majdanka”. XXVI, 2014. Lublin. ISSN 0514-7409.
- Hersch Fenster, „Leon Weissberg” w „Nos Artistes Martyrs”, z przedmową w formie wiersza Marca Chagalla. Tekst w jidysz z reprodukcjami, s. 96–99, Wydawnictwo Abécé, Paryż 1951.
- Waldemar George, Komentarze na temat „École de Paris”, w szczególności Leon Weissberg, jeśli chodzi o wystawę zorganizowaną w galerii Żak przez Wladimira Raykisa dla Muzeum Sztuki Żydowskiej w Paryżu.
- Chil Aronson, „Leon Weissberg” w „Zdjęcia i Osobistości Montparnasse’u” („Bilder und Geshtaltn fun Montparnasse”), oryginalny tekst w jidysz, s. 312–318, Wydawnictowo Abécé, Paryż 1963.
- Philippe Soupault, „Weissberg peintre”, przedmowa monografii Weissberga, wydawnictwo Lachenal & Ritter, Paryż 1980.
- Lydia Harambourg, „Leon Weissberg” w La Gazette de l’Hôtel Drouot, Paryż, 8 stycznia 1999 i 21 marca 2003.
- Lydie Lachenal, Kenneth Mesdag Ritter, Eduardo Roditti, Jerzy Malinowski, Tériade, Jean-Marie Dunoyer, José Aberdam, Chil Aronson, Vladimir Mitz; „Ecole de Paris, Le Groupe des Quatre,” książka zbiorowa pod kierownictwem Lydii Lachenal i ilustrowana przez Lydię Lachenal. Wydawnictwo Lachenal & Ritter, Paryż 2000.

### L. Weissberg, katalog kompletny
- L. Weissberg, katalog kompletny dzieł malarskich, rysunkowych i rzeźbiarskich. Wydawnictwo Lachenal & Ritter et Editions d’Art, Somogy Paryż, 2009. Książka dwujęzyczna francusko-angielska, monografia i katalog ze wstępem Dominique’a Jarassé, tekst „La Peinture de Leon Weissberg” Lydii Harambourg, Katalog kompletny Lydii Lachenal: 231 dzieł Leona Weissberga zinwentaryzowanych, opisanych, reprodukowanych i skomentowanych.
- Świadectwa Philippe’a Soupault, Jean-Marie Dunoyer, Waldemara George’a, Jacques’a Kikoina, Marii Ber-Warszawskiej, Chila Aronsona i Herscha Fenstera. Dokumenty, bibliografia, indeks dzieł. CD-ROM jest załączony do katalogu.
- Lydie Lachenal, mająca prawa, redaktor i wydawca, wszelkie prawa zastrzeżone we wszystkich krajach na całość tekstów i ich tłumaczeń, w szczególności przez Ken Rittera, dzieła i ich odtwarzanie, fotografie Leona Weissberga i ilustracje, włącznie z wszystkimi prawami odtwarzania.
- Dodatek do katalogu kompletnego 45 odnalezionych dzieł L. Weissberga skompletowany przez Lydię Lachenal, w przygotowaniu.

### Katalogi wystaw
- Galeria Bonaparte, Polscy Artyści w Paryżu, opracowanie wystawy przez Chila Aronsona, Paryż 1929.
- Galeria Żak, „Dzieła Żydowskich Artystów zmarłych na Deportacji”, katalog wystawy zorganizowanej przez Muzeum Żydowskiej Sztuki z udziałem galerii Żak, autorstwa Chila Aronsona na bazie dat i ilustracji książki Herscha Fenstera „Nos Artistes Martyrs”.
- Muzeum w Tel-Awiwie, Jewish Artists who Perished in the Holocaust, Prezentacja upamiętniająca, przedmowa Haima Gamzu dyrektora muzeum w Tel-Awiwie, Wstęp Pola Eichenbauma. Tekst” Weissberg, Leon” i reprodukcje nr 73, 74, 75, 76, Tel Awiw 1968.
- Uniwersytet w Hajfie, Memorial in Honour of Jewish Artists Victims of Nazism, „Leon Weissberg” w katalogu wystawy „Oscar Ghez Collection”, Eshkol Tower.
- Forum des Arts, Montparnasse, Atelier du Monde, Ses Artistes venus d’ailleurs, Palais de la Bourse, Katalog wystawy, „Leon Weissberg”, s. 165–166, 199, 207, Marsylia 2009.
- Szkoła Paryska” na Zamku, katalog wystawy, „Leon Weissberg”, s. 14, 22, Saint-Goazec, Francja 1993.
- Weissberg, Retrospektywa 1924–1942, Katalog Wystawy Galerii Mann i Espace d’Art et de Culture Centrum Rachi, Jean-Marie Dunoyer, Paryż, 1998, użyty w Lydii Lachenal i in., Ecole de Paris, Le groupe des Quatre, op. cit., 2000.
- Uniwersytet w Hajfie, Gallery of Arts, Eighteen Jewish Artists Who Perished in the Holocaust, katalog wystawy Oscar Ghez Collection, «Leon Weissberg», s. 8, 32,33, Hajfa 1996.
- Muzeum des Beaux-Arts Denys-Puech w Rodez, katalog wystawy «Léon Weissberg, Une rétrospective», teksty Laurence Imbernon, komisarza kustosza, «Léon Weissberg: pour une peinture spirituelle», i Kennetha M. Rittera, Rodez, 2002/2003.
- Muzeum Montparnasse’u, Paryż-Marsylia, de la Cannebière à Montparnasse. Katalogi z tekstami Sylvie Buisson, Lydie Salvayre, z wkładem Lydie Lachenal.
- „De Montparnasse à Saint-Paul-de-Vence avec le Peintre Léon Weissberg” i „Weissberg”, s. 38, 39, 58, 66, 67, 125, 135, Paryż, czerwiec 2003.
- Polskie Stowarzyszenie Historyczne i Literackie, „Exposition Anniversaire Léon Weissberg (1895–1943), teksty Pierre’a C. Zaleskiego, Anny Czarnockiej, Lydii Lachenal, Dominique’a Jarrassé, Zygmunta Menkesa, Philippe’a Soupault, Lydii Harambourg, Krzysztofa Zagrodzkiego, Biblioteka Polska w Paryżu, Paryż 2015.

## Filmografia
- À propos de Léon Weissberg, peintre de l’École de Paris de 1923 à 1943, reżyser: Gil Corre, długość: 16 minut, film dokumentalny krótkometrażowy, fragmenty z filmu dokumentalnego „Destins brisés”, 2013
- Destins brisés, film dokumentalny, reżyser: Gil Corre, długość: 1 godzina, Firma produkcyjna Doc Ad Hoc, 2013, ze wsparciem regionu Midi-Pyrénées, w partnerstwie z urzędem miasta Tuluza i kasyno-teatrem Barrière.